# Eddy Antoine
Eduard Antoine, plus connu sous le nom d'Eddy Antoine (né le 12 septembre 1949 en Haïti) est un footballeur international haïtien, qui évoluait au poste de milieu de terrain.

## Biographie

### Carrière en club
Avec le club du Chicago Sting, il joue 6 matchs en North American Soccer League lors de l'année 1978, inscrivant un but.

### Carrière en équipe nationale
Avec l'équipe d'Haïti, il joue 13 matchs dans les compétitions organisées par la FIFA, sans inscrire de but, entre 1973 et 1977. 
Il dispute trois matchs comptant pour les éliminatoires du mondial 1974, et sept matchs rentrant dans le cadre des éliminatoires du mondial 1978.
Il figure dans le groupe des sélectionnés lors de la Coupe du monde de 1974. Lors de la phase finale du mondial organisé en Allemagne, il joue trois matchs : contre l'Italie, la Pologne, et l'Argentine.